# Димитър Сурлев
Димитър (Мице) Атанасов Сурлев е български комунист, деец на Българската комунистическа партия и ВМРО (обединена).

## Биография
Димитър Сурлев е роден на 2 ноември 1907 година в ениджевардарското село Грубевци, тогава в Османската империя. След 1924 година с роднините си се преселва първо в Горни Воден, а след това в Долни Воден, Станимашко. Работи като тютюноработник в Асеновград, а след това като железопътен строител. През 1926 година създава Македонско културно-просветно дружество в града, а през 1927 година влиза в БКП. Ръководи военния отдел при Пловдивския окръжен комитат на партията.
Избран е в областното ръководство на ВМРО (обединена) и се премества в Пловдив, където се жени. През 1931 година е делегат на Македонския младежки конгрес в София. В 1932 година се мести в София и става дясна ръка на Симеон Кавракиров. Учства в организирането на нелегална печатница на ВМРО (обединена) в „Разсадника“. След отвличането на Кавракиров в 1932 година ръководството на ВМРО (обединена) в България е поето от Димитър Сурлев и Борис Михов. В същата година е привлечен на работа в Централния комитет на БКП.
В 1933 година Сурлев е убит от дейци на ВМРО в кръчма „Добрич“ на площад „Велика България“. Заместен е от Антон Югов
Името му през комунистическия режим в България носи улица в софийския квартал Павлово, която след демократичните промени е прекръстена на „Деспот Слав“.